# Rencontres du cinéma italien de Grenoble
Les rencontres du cinéma italien de Grenoble sont une manifestation qui présente la « jeune » production  cinématographique italienne à Grenoble, en Isère.

## Historique
Le festival a été fondé en 2006, année de création de l'association organisatrice Dolce Cinema et a lieu chaque année, en général au cours de la deuxième quinzaine du mois de novembre. 
Uniquement les films coproduits par une société italienne peuvent y participer : longs, moyens et courts métrages, tous genres confondus, premières et secondes œuvres de jeunes réalisateurs n'ayant pas fait l'objet d'une distribution à la date de la manifestation.

## Objectifs
- Présenter l’actualité cinématographique italienne.
- Provoquer la rencontre entre les professionnels du cinéma français et italiens
- Faire connaître les productions du jeune cinéma émergent.
- Décerner le Grand Prix ainsi qu'une aide à la distribution en France.

## Les prix
- Compétition jeunes réalisateurs
  - Grand Prix
  - Prix du Public (honorifique)
  - Prix du Jury Jeune (honorifique)

## Palmarès

### Palmarès 2018
- Prix du Public : Il tuttofare de Valerio Attanasio
- Prix du Jury Jeune : Tito e gli alieni de Paola Randi
- Gran Prix : Beautiful Things de Giorgio Ferrero

### Palmarès 2013
- Grand prix : Aquadro de Stefano Lodovichi
- Prix du Public : Cosimo e Nicole de Francesco Amato
- Prix du Jury Jeune : Cosimo e Nicole de Francesco Amato
- Mention spéciale du Jury : Nina d'Elisa Fuksas
- Prix spécial du Jury : L'uomo doppio de Cosimo Terlizzi[1]

### Palmarès 2012
- Grand Prix : Padroni di casa d’Edoardo Gabbriellini
- Prix du Public : Workers-pronti a tutto de Lorenzo Vignolo
- Prix du Jury Jeune : Là-bas - educazione criminale de Guido Lombardi[2]

### Palmarès 2011
- Grand Prix : Sette opere di misericordia de Gianluca et Massimiliano De Serio
- Prix du Public : Tatanka de Giuseppe Gagliardi
- Prix du Jury Jeune : I giorni della vendemmia de Marco Righi
- Mention spéciale du Jury : I giorni della vendemmia de Marco Righi

### Palmarès 2010
Pas de compétition. Édition dédiée au maestro Federico Fellini à l'occasion du 90e anniversaire de sa naissance.

### Palmarès 2009
- Grand Prix : Il primo giorno d'inverno de Mirko Locatelli
- Prix du Public : La bella gente d'Ivano De Matteo
- Mention spéciale du Jury : La bella gente d'Ivano De Matteo
- Prix spécial du Jury : Un altro pianeta de Stefano Tummolini

### Palmarès 2008
- Grand Prix : Riprendimi d'Anna Negri
- Prix du Public : Piano, Solo de Riccardo Milani
- Mention spéciale du Jury : à l'acteur David Coco pour sa performance dans le film L'uomo di vetro de Stefano Incerti

### Palmarès 2007
Pas de compétition

### Palmarès 2006
Pas de compétition